# Хилсајд (Њујорк)
Хилсајд (енгл. Hillside) насељено је место без административног статуса у америчкој савезној држави Њујорк.

## Демографија
По попису из 2010. године број становника је 877, што је 5 (-0,6%) становника мање него 2000. године.
| Група             | 2000.       | 2010.       |
| Белци             | 830 (94,1%) | 800 (91,2%) |
| Афроамериканци    | 12 (1,4%)   | 15 (1,7%)   |
| Азијати           | 22 (2,5%)   | 27 (3,1%)   |
| Хиспаноамериканци | 16 (1,8%)   | 30 (3,4%)   |
| Укупно            | 882         | 877         |